# برادرهای ناتنی (فیلم)
برادرهای ناتنی(به انگلیسی: Half brothers) یک فیلم کمدی آمریکایی محصول ۲۰۲۰ به کارگردانی لوک گرینفیلد است.
این فیلم در تاریخ ۴ دسامبر سال ۲۰۲۰ توسط فوکس فیچرز منتشر شد.

## داستان
در سال ۱۹۹۴، مکزیک، فلاویو پدر رناتو مورگویای جوان، مجبور شد در جستجوی فرصت اقتصادی به ایالات متحده مهاجرت کند. اگرچه فلاویو قول می‌دهد به زودی بازگردد، اما این کار را نمی‌کند. ۲۵ سال بعد، رناتو یک مدیر موفق در یک شرکت هواپیمایی در مکزیک است و با پاملا که قبلاً یک پسر از امیلیو دارد نامزد شده‌است. زنی به نام کاترین با رناتو تماس می‌گیرد و می‌گوید او همسر فلاویو است. کاترین به او می‌گوید که فلاویو بسیار بیمار است و آرزو دارد که رناتو او را در شیکاگو ببیند. رناتو هنوز از پدرش عصبانی است که در تمام آن سالها هرگز برنگشته است، اما با اکراه به شیکاگو می‌رود و‌...

## بازیگران
- لوئیس جراردو مندز در نقش رناتو
- کانر دل ریو در نقش اشر
- خوزه زویگا در نقش اواریستو
- وینسنت اسپانو در نقش آقای ب
- پیا واتسون در نقش پاملا
- خوان پابلو اسپینوزا در نقش فلاویو
- جوانداس کندس در نقش دوریس

## فروش
این فیلم در آخر هفته افتتاحیه خود از ۷۳۶۰۰ سینما ۷۲۰ هزار دلار درآمد کسب کرد و در جایگاه دوم جدول باکس آفیس قرار گرفت. در هفته دوم نیز در اکران باقی ماند و فروشش ۳۰٪ سقوط کرد و به ۴۹۰٬۰۰۰ دلار رسید. در آخر هفته سوم توانست ۲۰۰٬۰۰۰ دلار بیشتر فروش کند.